# Лобко, Лев Львович
Лев Львович Лобко́ (1838—1907) — российский военный деятель, член Военно-учёного комитета Главного штаба, военный цензор, генерал от инфантерии.

## Биография
Потомственный дворянин Самарской губернии, сын генерал-лейтенанта Льва Львовича Лобко (1806—1869), брат Павла Львовича Лобко, российского военного и государственного деятеля, генерал-адъютанта, генерала от инфантерии, Государственного контролёра, члена Государственного совета.
Родился 1 (13) июня 1838 года. Воспитывался в Первом Московском кадетском корпусе. В 1862 году окончил Николаевскую академию Генерального штаба с малой серебряной медалью и служил затем во время восстания 1863 года в этом штабе в Царстве Польском, старший адъютант штаба Западно-Сибирского военного округа, в Рижском военном округе, подполковник, (1866), с 1868 до отставки в 1906 году — в Главном штабе.
С 1869 года — полковник, с 1882 — генерал-майор.
Во время русско-турецкой войны 1877—1878 годов исполнял обязанности помощника инспектора госпиталей действующей армии и был награждён орденом Святого Владимира 4-й степени с мечами и бантом.
С 1891 по 1905 присутствовал на правах военного цензора в Санкт-Петербургском цензурном комитете, при чём отличался крайним педантизмом. Так, однажды Лобко не пропустил клише портрета генерал-майора из-за того, что на эполетах не вышли звёздочки, а потому, по его мнению, читатели могли принять его за полного генерала. Иногда он воспрещал перепечатывать статьи, уже напечатанные ранее в журналах. Перед русско-японской войной запрещал «что-либо печатать в защиту войны, но против войны — сколько угодно». Российская военная литература в то время вообще не отличалась большим оживлением, а такой цензор ещё больше стеснял её развитие; особенно вредно отражалась деятельность Лобко на частной военно-периодической печати, которая едва зарождалась.
Он участвовал также в составлении Военно-статистического сборника за 1868 год и в статистических трудах Военно-учёного комитета. Автор работы «О воздухоплавании» (Военный сборник. — 1869. — № 7; 1870. — № 11).
При отставке в 1906 году был произведён в генералы от инфантерии.
Умер 10 (23) сентября 1907 года. Был похоронен в Духовской церкви Александро-Невской лавры.

## Награды
- орден Святого Станислава 2-й степени (1868; императорская корона к ордену — 1872)
- орден Святой Анны 2-й степени (1874)
- орден Святого Владимира 4-й степени с мечами и бантом (1877)
- орден Святого Владимира 3-й степени (1878)
- орден Святого Станислава 1-й степени (1885)
- орден Святой Анны 1-й степени (1888)
- орден Святого Владимира 2-й степени (1891)
- орден Белого орла (1896)
- орден Святого Александра Невского (16 июня 1906)